# (6030) Zolensky
(6030) Zolensky est un astéroïde de la ceinture principale.

## Description
(6030) Zolensky est un astéroïde de la ceinture principale. Il fut découvert le 7 mars 1981 à Siding Spring par Schelte J. Bus. Il présente une orbite caractérisée par un demi-grand axe de 3,15 UA, une excentricité de 0,06 et une inclinaison de 5,3° par rapport à l'écliptique.

## Compléments